# Force Touch
Il Force Touch è un'interfaccia aptica sviluppata da Apple basata su sensori di pressione, consente al dispositivo di rilevare la forza con la quale l'utente sta toccando lo stesso. È stato implementato su Mac ed iPhone, su quest'ultimo sotto il nome di 3D Touch, venendo poi trasformato in Haptic Touch.

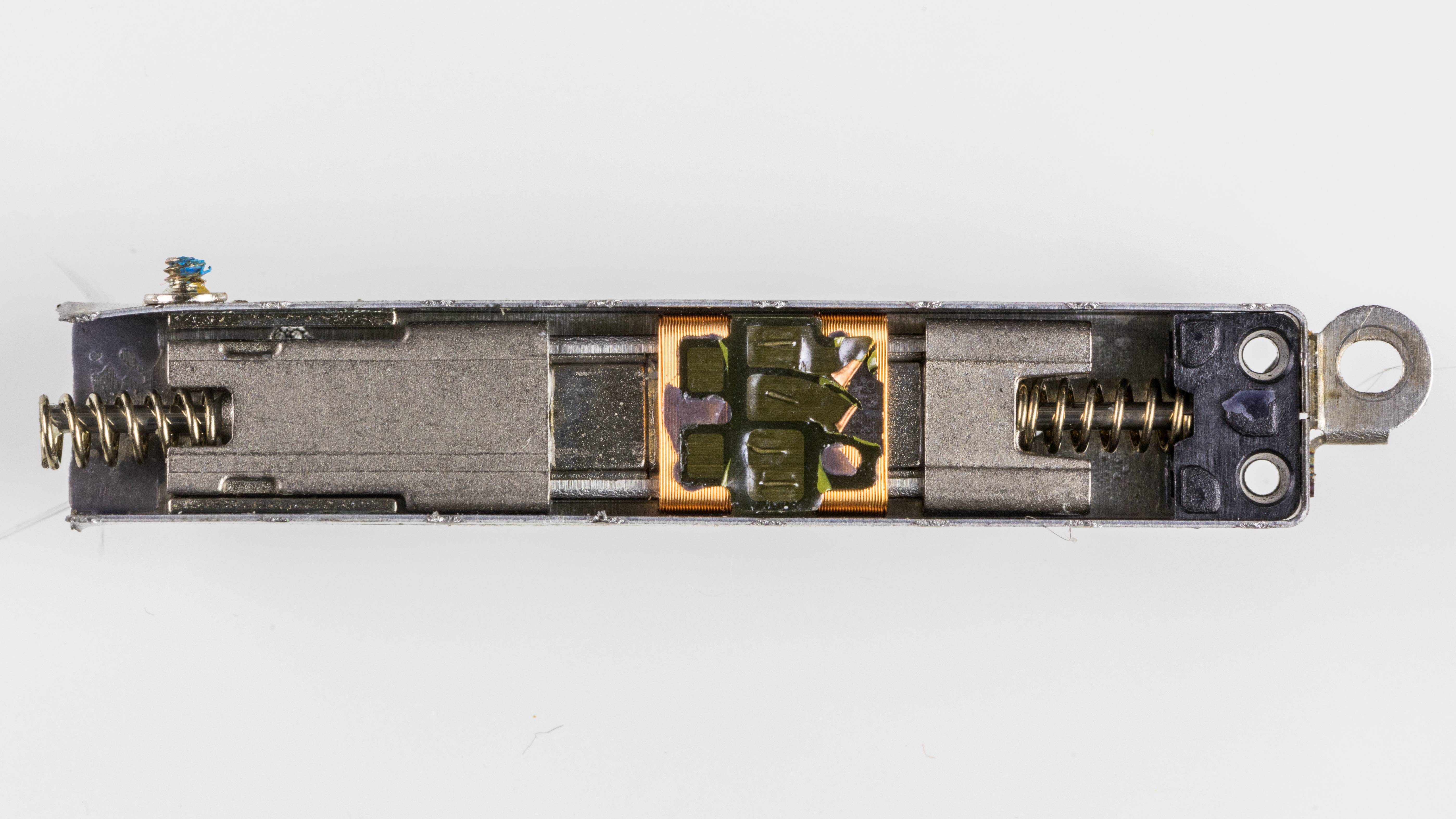
Interno del Taptic Engine di un iPhone 6s

I dispositivi dotati di queste funzionalità restituiscono un feedback aptico durante il click o tocco. Tra i componenti è infatti presente un trasduttore piezoelettrico prodotto da Apple stessa che fa da vibratore, detto Taptic Engine.

## Force Touch

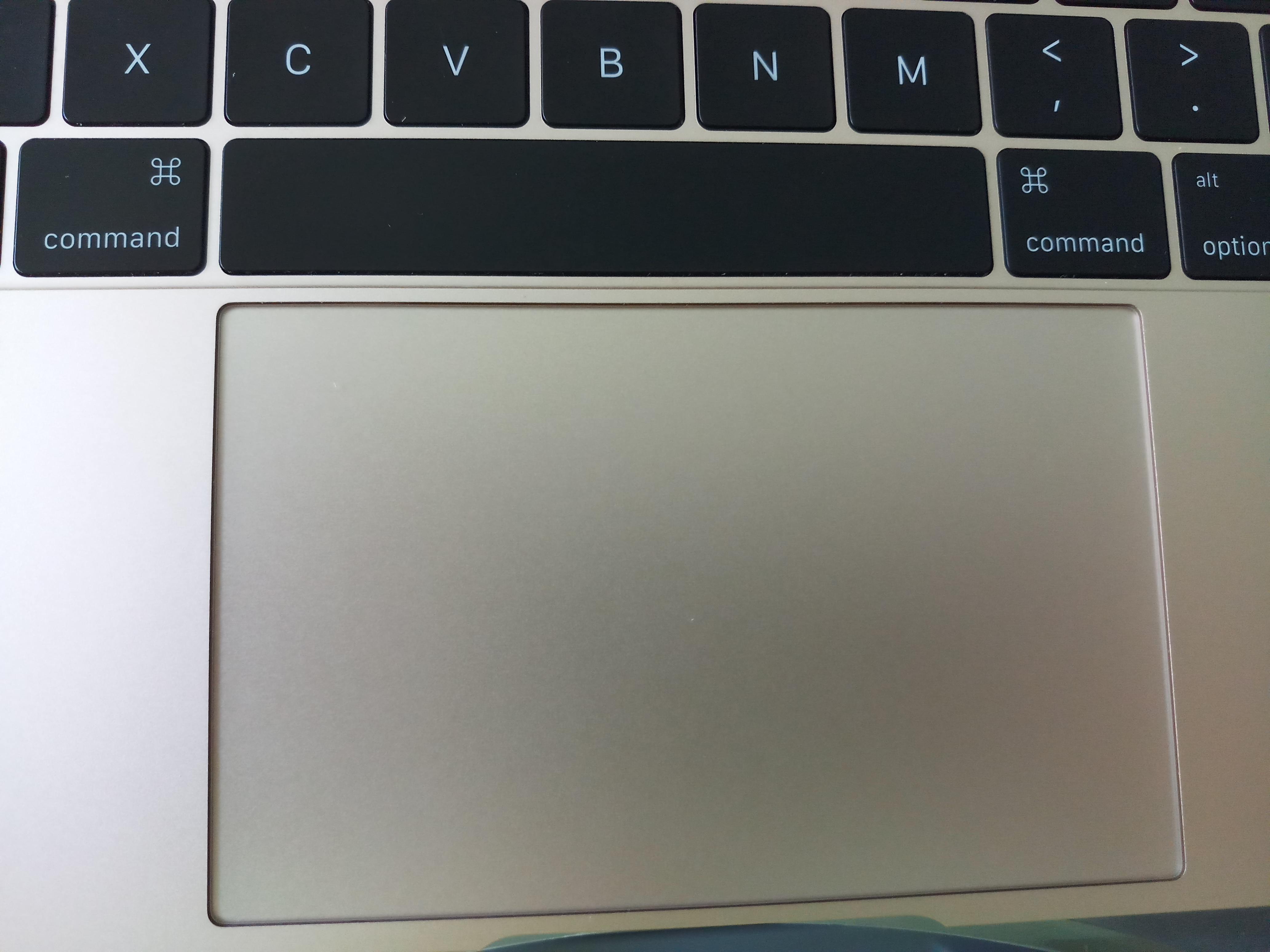
Il trackpad di un MacBook "Retina"

È stato introdotto per la prima volta nel 2014, con il lancio dell'Apple Watch. Successivamente trova la sua applicazione nei trackpad dei MacBook Pro di inizio 2015, sia sulla versione da 13 che da 15 pollici, nonché sui successivi Macbook "Retina" e MacBook Air di terza generazione. 

### Funzioni

#### Apple Watch[5]
- Visualizza quadranti dell'orologio alternativi dal quadrante dell'orologio corrente.
- Ottieni le modalità analogica, digitale, grafica e ibrida sull'app cronometro.
- Passa dalla visualizzazione giorno, elenco o oggi all'app calendario.
- Visualizza il meteo, le previsioni di pioggia e la temperatura sull'app meteo.

#### Mac[6]
- Cerca il testo per mostrare più informazioni da Dizionario, Wikipedia, ecc.
- Mostra un'anteprima di Apple Maps della posizione di un indirizzo.
- Aggiungi date ed eventi al calendario.
- Visualizza in anteprima i dettagli di numeri di volo, numeri di tracciamento ed eventi.
- Accelera l'avanzamento veloce e il riavvolgimento su QuickTime e iMovie utilizzando la pressione variabile.

### Dispositivi

#### Mac
- MacBook Pro: inizio 2015 e più recenti
- MacBook: "Retina"
- MacBook Air: terza generazione

#### Accessori
- Magic Trackpad 2

## 3D Touch

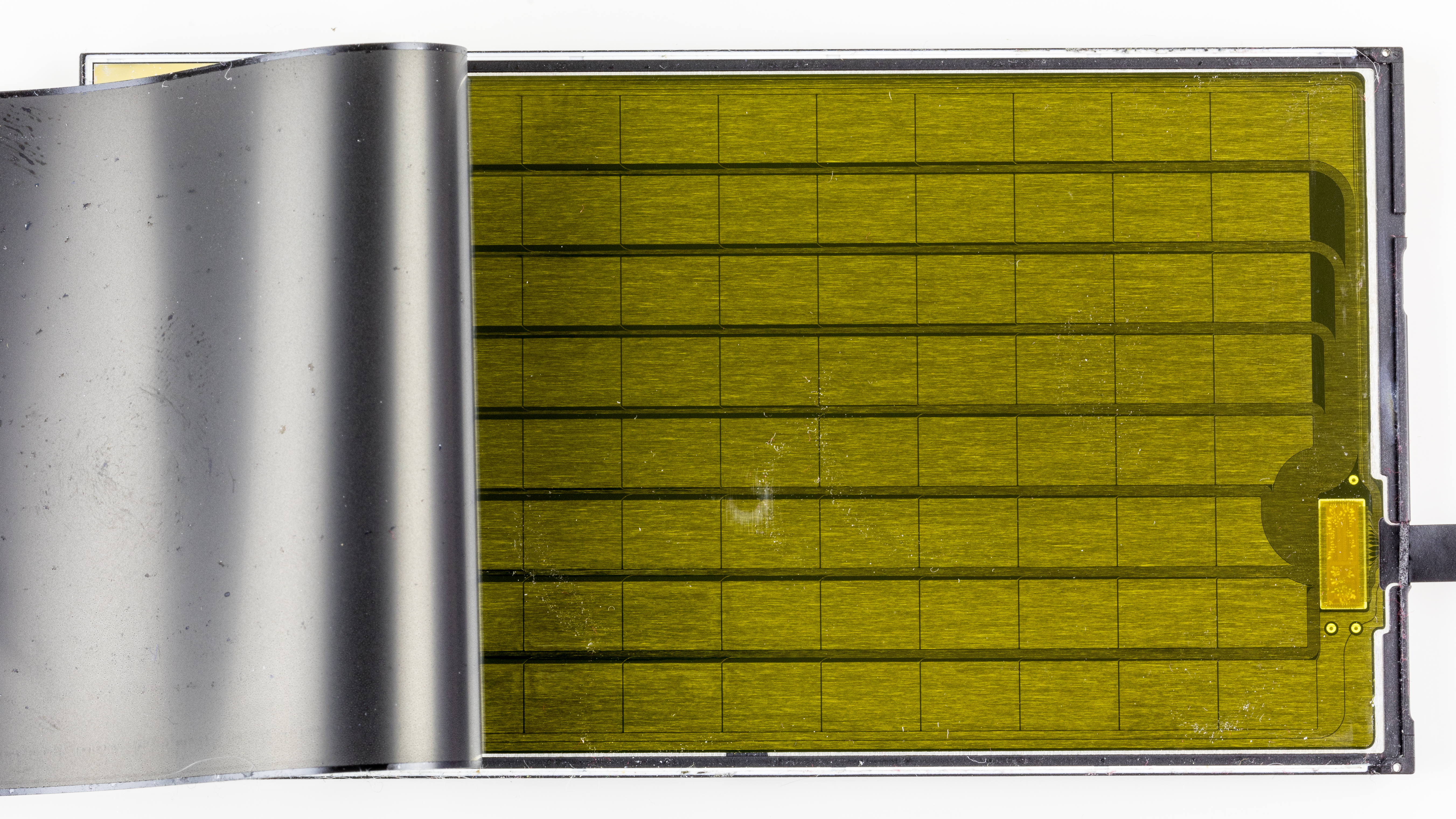
Sensori di pressione del display di un iPhone 6s

Alla fine dello 2015 Apple rilascia i nuovi iPhone 6s e 6s Plus, che integrano il 3D Touch all'interno del display.

### Funzioni
- Le azioni rapide consentono agli utenti di accedere ai collegamenti, molti direttamente dalla schermata Home.
- Le azioni rapide sono implementate, a partire dal sistema operativo iOS 16, anche nell'app File.
- Peek and Pop consente agli utenti di visualizzare in anteprima il contenuto e intraprendere azioni su di esso, senza doverlo aprire. Premendo ulteriormente, l'utente può accedere al contenuto nell'app.
- La sensibilità alla pressione consente alle app creative di sfruttare il display sensibile alla pressione, per variare lo spessore della linea o dare a un pennello uno stile mutevole.
- Tenendo premuto per visualizzare in anteprima le Live Photos, abilitare il multitasking, ecc.
- Premendo sulla tastiera viene visualizzato un cursore che può essere spostato in due dimensioni. Premendo nuovamente si accede alla modalità di selezione.

### Dispositivi
- iPhone 6s e 6s Plus
- iPhone 7 e 7 Plus
- iPhone 8 e 8 Plus
- iPhone X
- iPhone XS e XS Max

## Haptic Touch

Screenshot delle azioni rapide di 3D Touch e Haptic Touch

Nel 2018 vengono presentati tre nuovi iPhone: XS e XS Max, più costosi, e XR, più economico e con qualche funzionalità in meno rispetto agli altri due, tra cui il 3D Touch. Sul XR è però presente l'Haptic Touch: esso consente di usufruire di alcune funzionalità del 3D Touch pur non disponendo il telefono del sensore di pressione sullo schermo, va infatti attivato tramite un più semplice tocco prolungato. Esse verranno successivamente ampliate e migliorate con il rilascio iOS 12.1.1; mentre con iOS 13, Apple sostituisce il 3D Touch con l'Haptic Touch sui vecchi dispositivi dotati dell'hardware per il rilevamento del livello di pressione. Su questi dispositivi le funzionalità possono comunque essere richiamate mediante pressione con forza, a differenza degli iPhone XR e superiori che non dispongono proprio del sensore per il rilevamento.

### Dispositivi
- iPhone XR
- iPhone 11
- iPhone 11 Pro e 11 Pro Max
- iPhone SE (seconda generazione)
- iPhone 12 e 12 mini
- iPhone 12 Pro e 12 Pro Max
- iPhone 13 e 13 mini
- iPhone 13 Pro e 13 Pro Max
- iPhone 14 e iPhone 14 Plus
- iPhone 14 Pro e iPhone 14 Pro Max
- iPhone 14 e iPhone 14 Plus
- iPhone 14 Pro e iPhone 14 Pro Max
- iPhone 15 e iPhone 15 Plus
- iPhone 15 Pro e iPhone 15 Pro Max
- iPhone 16 e iPhone 16 Plus
- iPhone 16 Pro e iPhone 16 Pro Max

## Tecnologie simili
Alcuni smartphone come lo ZTE Axon mini, il Meizu Pro 6, i Huawei Mate S e P9 Plus dispongono anch'essi di un display sensibile. Il Google Pixel 4 presenta invece una tecnologia chiamata Firm Press, che funziona tramite machine learning.